# Denis Lavant
Denis Lavant (17 de junho de 1961) é um ator francês conhecido por atuar nos filmes de Leos Carax nos anos 1980. 

## Biografia
Nascido em Neuilly-Sur-Seine filho de uma psicóloga e um pediatra, ele foi aluno do colégio Lakanal de Sceaux, onde montou um grupo de teatro com seus amigos. Ele então fez um estágio na "comedia del arte", depois se matriculou no estúdio 34. Depois passou pelo "L'Ecole de la rue blanche" antes de ser admitido no conservatório, onde permaneceu por pouco tempo.
Aos 13 anos, ele teve aulas de palhaço e pantomima, fascinado por Marcel Marceau. Formado no conservatório, iniciou sua carreira no teatro com Hamlet e O mercador de Veneza, de Shakespeare, antes de ser revelado no cinema pelo cineasta Leos Carax, que lhe confiou o papel masculino emblemático de Alex em Boy Meets Girl, e então em Mauvais Sang, onde contracenou com Juliette Binoche.
Durante as filmagens do terceiro longa-metragem de Carax, Les Amants du Pont-Neuf, onde ele ainda interpreta Alex, Denis Lavant machuca o polegar, o que contribui para a interrupção temporária das filmagens. Sua carreira, a partir de então, ocorre essencialmente no teatro. Encontramos, no entanto, um certo número de papéis cinematográficos: ele detém papéis principais em La Partie d'Échecs (1991), Visibly I love you (1995), Beau Travail de Claire Denis (1999) e Capitaine Achab (2007). Ele também desempenha um papel secundário em Un long dimanche de fiançailles, de Jean-Pierre Jeunet, diretor de O fabuloso destino de Amélie Poulain.
Ele então encontrou Leos Carax novamente em 2008 para integrar o filme Tóquio! E, em 2012, para Holy Motors. Este filme lhe rendeu uma indicação ao César 2013 de Melhor Ator.
Em 2012, Denis Lavant ganhou o Prix du Humor Noir du Spetacle por sua adaptação teatral de La grande vie de Jean-Pierre Martinet.
Ele é o padrinho da décima quinta edição dos Printemps des Poètes (março de 2013).
Desde setembro de 2013, ele está ao lado do cantor Sapho, do rapper Disiz e do músico Mehdi Haddab na peça Les Amours Vulnerables de Desdémone e Othello, de Manuel Piolat Soleymat e Razerka Ben Sadia-Lavant. de Razerka Ben Sadia-Lavant, no Théâtre Nanterre-Amandiers. Em outubro de 2013, ele saiu em turnê com a Compagnie du Hanneton, no show Tabac Rouge, um "chorédrame" de James Thierrée. Em 2014, Denis Lavant esteve em turnê com o papel de Pyrrhus (Néoptolème, fils d'Achille) na peça Andromaque.

## Filmografia
- 1982 : L’Ombre sur la plage de Luc Béraud com Thérèse Liotard Mathieu (TV)
- 1982 : Les Misérables) de Robert Hossein com Lino Ventura Montparnasse
- 1983 : Coup de foudre de Diane Kurys com Isabelle Huppert un militaire
- 1983 : L'Homme blessé de Patrice Chéreau com Jean-Hugues Anglade
- 1984 : Viva la vie ! de Claude Lelouch com Charlotte Rampling un livreur
- 1984 : Boy Meets Girl de Leos Carax com Mireille Perrier Alex
- 1985 : Partir, revenir de Claude Lelouch com Jean-Louis Trintignant un patient
- 1986 : Mauvais Sang de Leos Carax com Juliette Binoche Alex
- 1989 : Un tour de manège de Pierre Pradinas com Juliette Binoche Berville
- 1989 : Mona et moi de Patrick Grandperret com Jean-François Stévenin Pierre
- 1991 : Les Amants du Pont-Neuf de Leos Carax com Juliette Binoche Alex
- 1994 : La Partie d'échecs de Yves Hanchar com Pierre Richard Max
- 1995 : Visiblement je vous aime de Jean-Michel Carré com Vanessa Guedj Denis
- 1996 : Wild Animals de Kim Ki-duk com Richard Bohringer Emil
- 1998 : Don Juan de Jacques Weber com Jacques Weber Pierrot
- 1998 : Le Monde à l'envers de Rolando Colla com Laurence Côte et Yann Collette Yann
- 1998 : Cantique de la racaille de Vincent Ravalec com Yvan Attal l'auto-stoppeur
- 1999 : Beau Travail de Claire Denis com Nicolas Duvauchelle Galoup
- 1999 : Tuvalu de Veit Helmer com Philippe Clay Anton
- 2000 : Promenons-nous dans les bois de Lionel Delplanque com François Berléand Stéphane
- 2000 : La Squale de Fabrice Genestal le joker
- 2001 : Married/Unmarried de Noli Love
- 2004 : Luminal de Andrea Vecchiato Ryu
- 2004 : Un long dimanche de fiançailles de Jean-Pierre Jeunet com Audrey Tautou Six-Sous
- 2005 : Camping sauvage de Christophe Ali et Nicolas Bonilauri com Isild Le Besco Blaise
- 2006 : Mister Lonely de Harmony Korine
- 2007 : Capitaine Achab de Philippe Ramos com Dominique Blanc e Hande Kodja
- 2008 : Les Williams de Alban Mench com Jacques Bonnaffé
- 2008 : Tôkyô !, sketch "Merde" de Leos Carax
- 2009 : Donc de Virgile Loyer e Damien MacDonald
- 2010 : Enterrez nos chiens de Frédéric Serve
- 2010 : HH, Hitler à Hollywood de Frédéric Sojcher
- 2011 : My Little Princess de Eva Ionesco
- 2011 : L'Œil de l'astronome de Stan Neumann
- 2012 : Holy Motors de Leos Carax
- 2018 : Un peuple et son roi de Pierre Schoeller
- 2021 : Gagarine[1]